# フォーバル・リアルストレート
株式会社フォーバル・リアルストレート（英: Forval RealStraight Inc.）は、東京都千代田区に本社を置くオフィスソリュージョン事業を行う企業である。

## 概要
設立当初はOA機器販売を事業目的としていたが、現在は物件紹介からデザイン・内装工事・家具手配・IT機器手配・引っ越しまでオフィス移転をトータルでサポートする業態となっている。
2007年3月期から受注の低迷等で業績が悪化し、同期より最終赤字に転落。2008年3月期中間期には債務超過となった。2009年2月に株式会社フォーバルなどを割当先とする第三者割当増資を実施、同年3月期は債務超過を解消。2010年3月期は最終黒字に転じたが、2011年3月期・2012年3月期は再び2期連続で最終赤字となり、2012年3月期末は有価証券報告書ベースでは資産超過だが、大阪証券取引所の上場規程上では債務超過と認定され、同年6月から猶予期間入り銘柄となった。2013年3月、フォーバルを割当先とする第三者割当増資を行うことで同年3月期の債務超過は回避、同年6月に猶予期間入り銘柄の指定も解除された。しかし2013年3月期・2014年3月期も引き続き最終赤字となり、2014年3月期末には再び債務超過に陥り、同年6月に猶予期間入り。2015年3月期は最終黒字に転換。同年3月に第三者割当増資を行い、2015年3月期末では資産超過となり、同年6月に猶予期間入り銘柄の指定が解除された。

## 沿革
- 1995年（平成7年） - 愛知県名古屋市中村区にOA機器販売業として株式会社東海ビジネス設立。
- 2000年（平成12年） - 株式会社フリードに社名変更。
- 2001年（平成13年） - 通信回線取次業に参入。
- 2002年（平成14年） - ITゼネラルコントラクト業務を開始
- 2005年（平成17年） - ジャスダックへ上場。
- 2006年（平成18年） - 東京・名古屋の二本社体制に移行。
- 2007年（平成19年） - 株式会社フォーバルと資本提携。
- 2009年（平成21年）7月1日 - 株式会社フォーバル・リアルストレートに社名変更。本店を東京都渋谷区に移転。
- 2009年（平成21年） - オフィス移転支援サービスを開始。宅地建物取引業者免許を取得。
- 2010年（平成22年）3月 - プライバシーマークを取得。
- 2011年（平成23年）3月 - 第三者割当増資により資本金を146,505,550円へ増資